# Signaturgesetz (Liechtenstein)
Das liechtensteinische Gesetz über elektronische Signaturen (Signaturgesetz) vom 18. September 2003 regelte den rechtlichen Rahmen für elektronische Signaturen und Signatur- oder Zertifizierungsdienste. Es setzte die (für Liechtenstein als Mitglied des EWR verbindliche) EG-Richtlinie 1999/93/EG für elektronische Signaturen um. Das Signaturgesetz war stark an das österreichische Signaturgesetz angelehnt und stimmte mit diesem im Aufbau wie inhaltlich im Wesentlichen überein. Das Signaturgesetz wurde durch die Verordnung über elektronische Signaturen (Signaturverordnung) näher ausgeführt.
Artikel 13 benennt das Amt für Kommunikation als Aufsichtsstelle für die Einhaltung des Gesetzes, insbesondere über Anbieter von Signatur- oder Zertifizierungsdiensten, sowie über die Bestätigungsstellen für sichere Signaturerstellungseinheiten und die von Zertifizierungsdiensteanbietern eingesetzten Systeme.
Bis zum 31. Dezember 2008 galten folgende Übergangsregelungen:
- Die inländischen Behörden dürfen gleichgestellt mit sicheren elektronischen Signaturen auch fortgeschrittene elektronische Signaturen verwenden.
- Die von Zertifizierungsdiensteanbietern eingesetzten und empfohlenen Produkte und Systeme benötigen keine Sicherheitsbescheinigung einer Bestätigungsstelle.